# Costa Smeralda (nave da crociera)

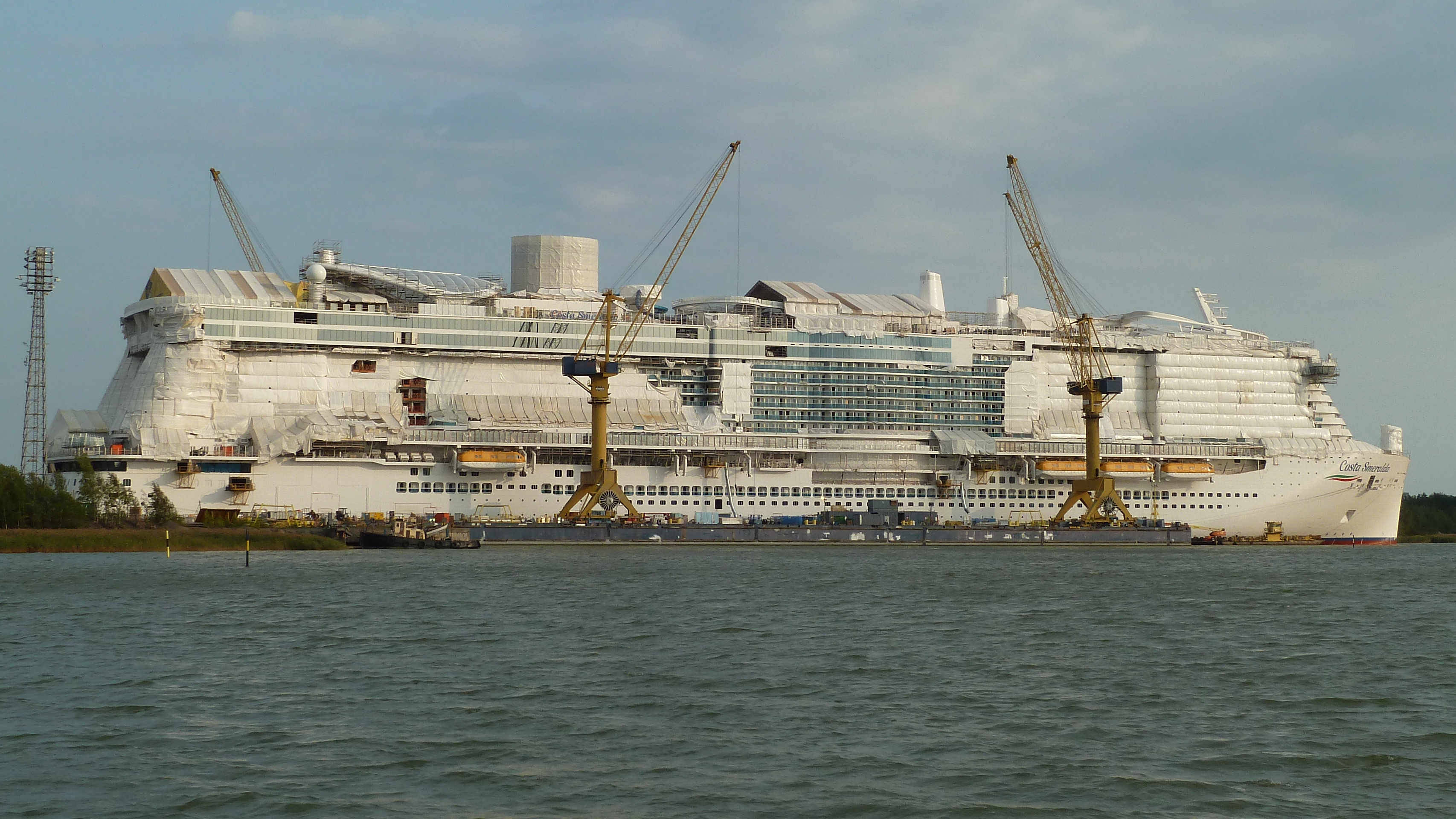
La Costa Smeralda nei cantieri di Meyer Turku durante la costruzione, nell' Agosto del 2019

Costa Smeralda è una nave da crociera della compagnia genovese Costa Crociere.
Costruita presso il cantiere navale Meyer Turku, in Finlandia, è la seconda nave di classe Excellence dopo AIDAnova, unità capofila in servizio, mentre una nave gemella, Costa Toscana, è entrata in servizio nel marzo 2022.
È partita per la sua crociera inaugurale il 21 dicembre 2019, dopo ripetuti rinvii dovuti a ritardi nella costruzione.
Con le sue 185.010 GT, Costa Smeralda fa parte della 3ª tipologia di navi da crociera più grandi al mondo dopo la classe Oasis di Royal Caribbean International e la classe World della MSC.

## Storia

### Progettazione e costruzione
Il 15 giugno 2015 Carnival Corporation & plc, annuncia l'ordine di quattro navi da crociera di classe Excellence alimentate da gas naturale liquefatto (GNL). 
Il 13 settembre 2017 Costa Crociere rende noto che il nome per la sua prima nave alimentata a GNL sarà Costa Smeralda, appellativo selezionato attraverso un accordo con il Consorzio della omonima località turistica sarda.
Il taglio della prima lamiera è avvenuto il 14 settembre 2017, mentre l'impostazione sul bacino di costruzione presso lo stabilimento Meyer Turku in Finlandia, è partita con una prima cerimonia delle monete, il 4 luglio 2018.
L'iconico fumaiolo giallo con la classica “C” blu è stato posizionato sulla nave il 26 febbraio 2019 ed infine, il 15 marzo, è avvenuto il varo tecnico con l'allagamento del bacino di costruzione e l’uscita della nave dallo stesso, mentre una seconda cerimonia delle monete sì è svolta il 3 luglio 2019.
Costa Smeralda ha effettuato una prima fase di prove di accettazione in mare dal 7 all’11 ottobre 2019 con a bordo tecnici, ingegneri, maestranze di Meyer Turku e rappresentanti dell’armatore, svolgendo manovre evolutive nel Golfo di Finlandia. Una seconda sessione di prove in mare per testare la nave con la sola propulsione a gas naturale liquefatto (GNL), si è tenuta a partire dal 16 novembre 2019 concludendosi il 23 del medesimo mese.

### Entrata in servizio e battesimo
L'entrata in servizio della nave era originariamente prevista per il 17 ottobre 2019.
La cerimonia inaugurale era programmata per il 3 novembre 2019 a Savona, dopodiché avrebbe iniziato a navigare nel Mediterraneo.
Il 16 settembre 2019, Meyer Turku e Costa Crociere annunciano che la consegna di Costa Smeralda sarebbe stata posticipata di circa un mese, al 30 novembre 2019, citando le complessità tecniche di costruzione.
Il 29 ottobre 2019, viene annunciato dalla compagnia un ulteriore ritardo nella partenza della nave per la crociera inaugurale, slittata al 21 dicembre 2019.
Il 5 dicembre 2019 ha avuto luogo il cambio di bandiera tra il costruttore e l'armatore, che ha così ammainato quella del cantiere e alzato quella della Marina mercantile italiana, siglando così la consegna della nave e il passaggio di proprietà tra l’amministratore delegato di Meyer Turku, Jan Meyer e il presidente di Costa, Neil Palomba.
Nei primissimi minuti del 7 dicembre, poco dopo la mezzanotte, Costa Smeralda ha mollato gli ormeggi agli ordini del comandante superiore Massimo Garbarino, salpando alla volta del Mediterraneo Occidentale facendo tappa nei porti di Barcellona, dove ha sostato dal 14 al 18 dicembre, facendo poi prora per Savona, dove è giunta il 19 per la partenza della crociera inaugurale che è iniziata il 21 dicembre.
È stata battezzata dalla sua madrina, Penélope Cruz, il 22 febbraio 2020 a Savona.
Tra il 7 e l'11 febbraio 2023 è impiegata come palco secondario per un evento legato al 73º Festival di Sanremo. Ha svolto la stessa funzione anche per il 74º Festival di Sanremo, dal 6 al 10 febbraio 2024.

## Caratteristiche
Costa Smeralda è costata approssimativamente 1 miliardo di dollari. É la più grande nave della flotta. È lunga 337 m e larga 42 m. La nave ha 2.612 cabine totali, (di cui: 1.522 con balcone privato, 28 suite con balcone privato e 106 suite con terrazza sul mare), inoltre ha una sala videogiochi, il teatro Colosseo su tre ponti, il teatro Sanremo su due ponti, il centro benessere Solemio, 19 bar, 11 ristoranti, un casinò, una discoteca, un parco acquatico e dei negozi. È inoltre la prima nave della flotta in cui è presente un museo completamente dedicato al design italiano denominato Co.De.
La nave ha una stazza lorda di 185 010 tonnellate e trasporta fino a 6 554 passeggeri nelle sue 2 612 cabine.

### I ponti diCosta Smeralda
In totale ha 16 ponti destinati ai passeggeri. Questi hanno ciascuno il nome di una città italiana:
- Ponte 3: Stromboli
  - ospedale
- Ponte 4: Palermo
  - cabine ospiti
- Ponte 5: Taormina
  - Ristorante La Colombina, a poppa
- Ponte 6: Matera
  - Ristorante Il Meneghino, a poppa
  - Ristorante Arlecchino, a centro nave
  - Jazz Club, a centro nave
  - Photo Shop, a centro nave
  - Atrio Colosseo, a centro nave
  - Grand Bar Mastroianni, a centro nave
  - Teatro Sanremo, a prua
- Ponte 7: Positano
  - Terazza Bar, a poppa
  - Ristorante Il Rugatino, a poppa
  - Museo CoDe, a poppa
  - Piano Bar, a poppa
  - Casino Laguna, a centro nave
  - Area Shop, a centro nave
  - Atrio Colosseo, a centro nave
  - Teatro Sanremo, a prua
- Ponte 8: Capri
  - cabine ospiti, a poppa
  - Ristorante Buffet, a centro nave
  - Atrio Colosseo, a centro nave
  - Pizzeria, a centro nave
- Ponte 9: Napoli
  - cabine ospiti

- Ponte 10: Roma
  - cabine ospiti
- Ponte 11: Firenze
  - cabine ospiti
- Ponte 12: Genova
  - cabine ospiti
- Ponte 14: Venezia
  - cabine ospiti
- Ponte 15: Milano
  - cabine ospiti
- Ponte 16: Como
  - Piazza di Spagna, a poppa
  - Centro Benessere Samsara, a centro nave
  - La Spiaggia, piscina centrale
  - cabine ospiti, a prua
- Ponte 17: Bellagio
  - Piazza di Spagna, a poppa
  - Aqua Park Smeralda, a centro nave
  - La Spiaggia, piscina centrale
  - cabine ospiti, a prua
- Ponte 18: Torino
  - Piazza di Spagna, a poppa
  - Bar Orizzonte, a poppa
  - Bar Settimo Cielo, a prua
- Ponte 19: Cortina
  - Solarium
- Ponte 20: Trieste
  - Solarium

## Navi gemelle
Costa Smeralda è parte della classe Excellence, categoria di navi da crociera progettata per il gruppo crocieristico Carnival Corporation & plc per i suoi marchi, ed è la prima nave di questa tipologia costruita per Costa Crociere.
| Nome                 | Sottoclasse   | Armatore             | Stazza lorda (GT) |
| -------------------- | ------------- | -------------------- | ----------------- |
| AIDAnova             | classe Helios | AIDA Cruises         | 183 858           |
| Iona                 | classe XL     | P&O Cruises          | 184 089           |
| Mardi Gras           | classe XL     | Carnival Cruise Line | 181 808           |
| Costa Toscana        | Smeralda      | Costa Crociere       | 185 010           |
| AIDAcosma            | classe Helios | AIDA Cruises         | 183 900           |
| Carnival Celebration | classe XL     | Carnival Cruise Line | 181 808           |

## Galleria d'immagini

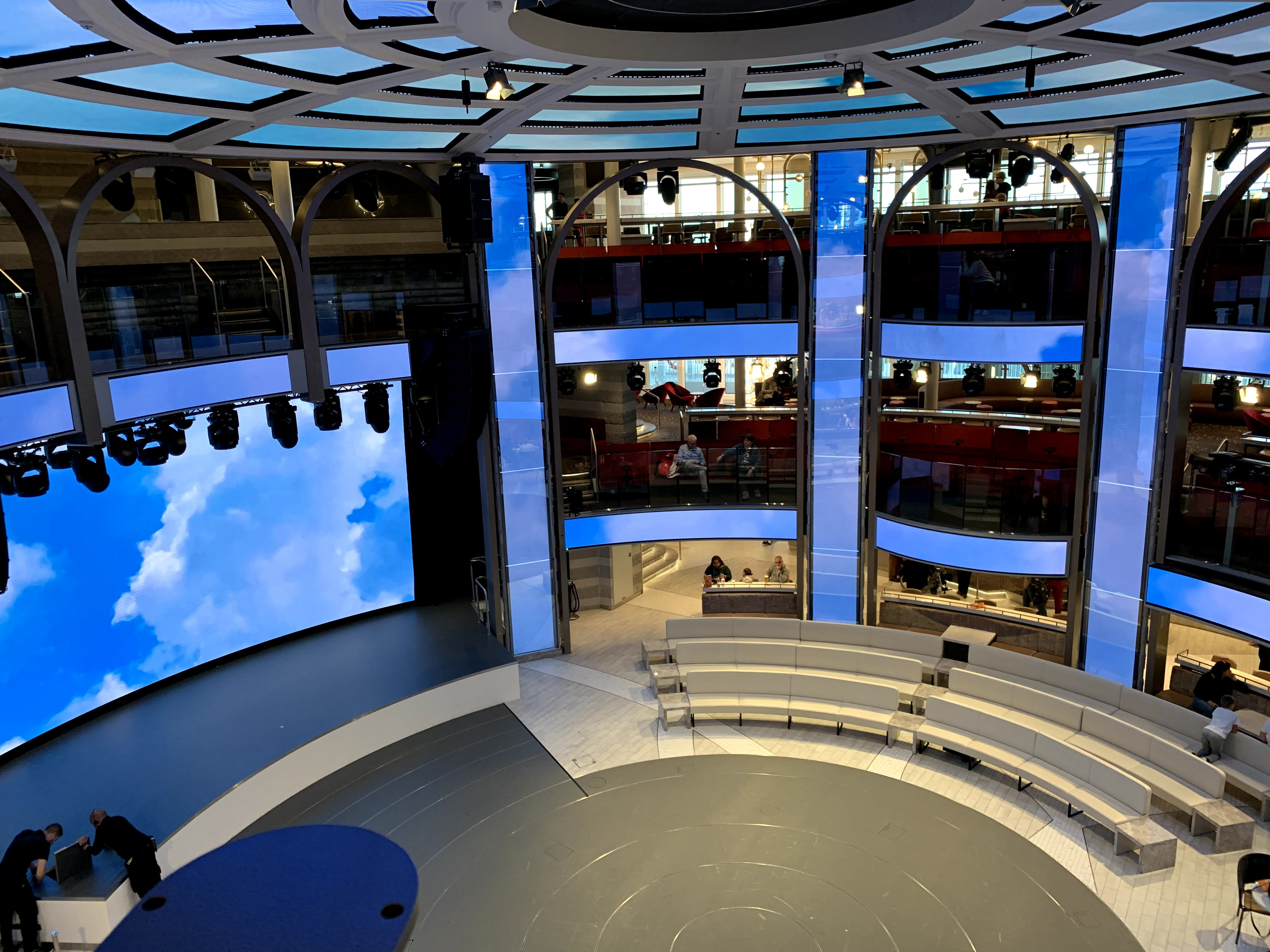
Vista dell'atrio "Colosseo"
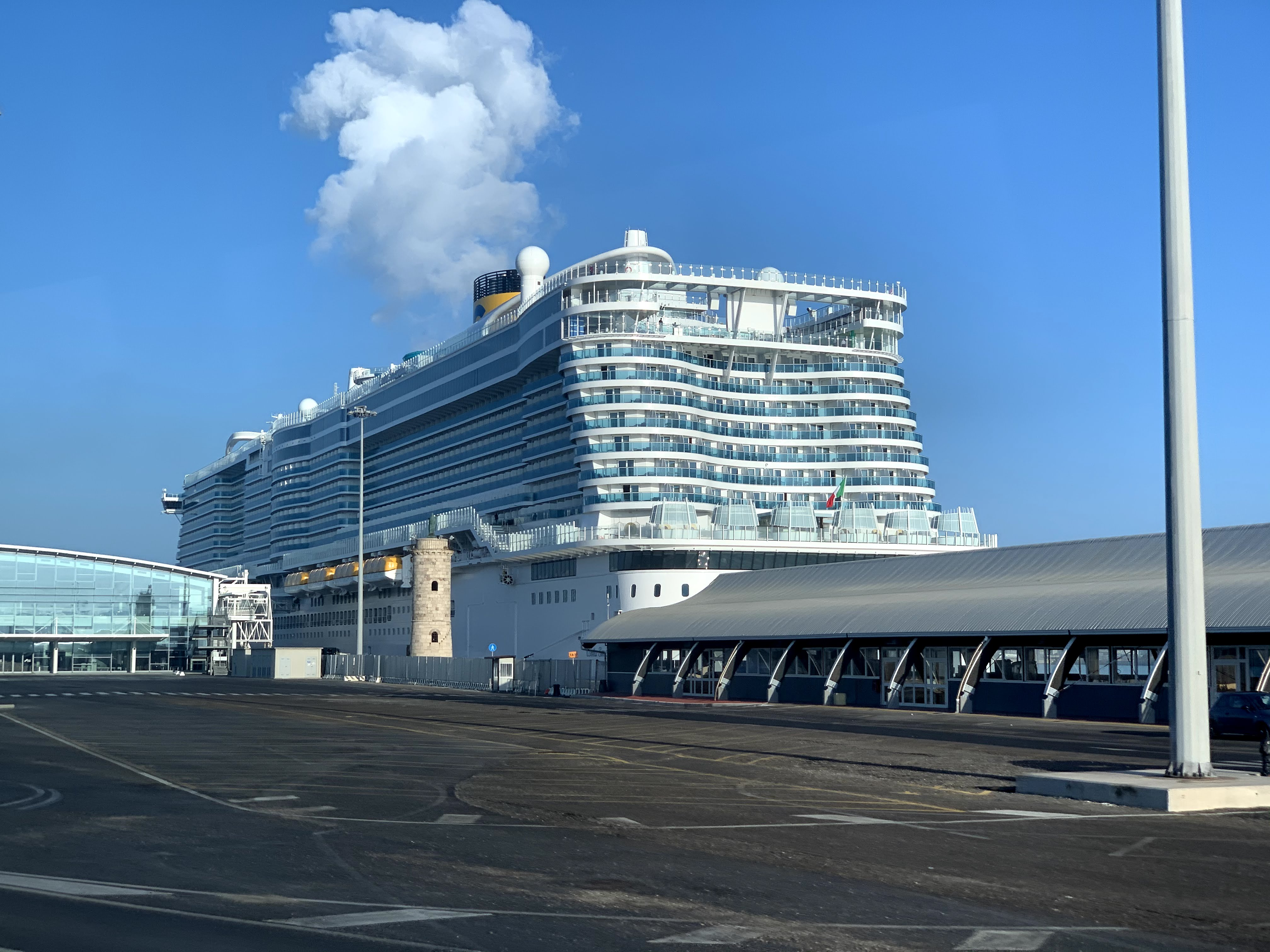
La nave attraccata nel porto di Civitavecchia
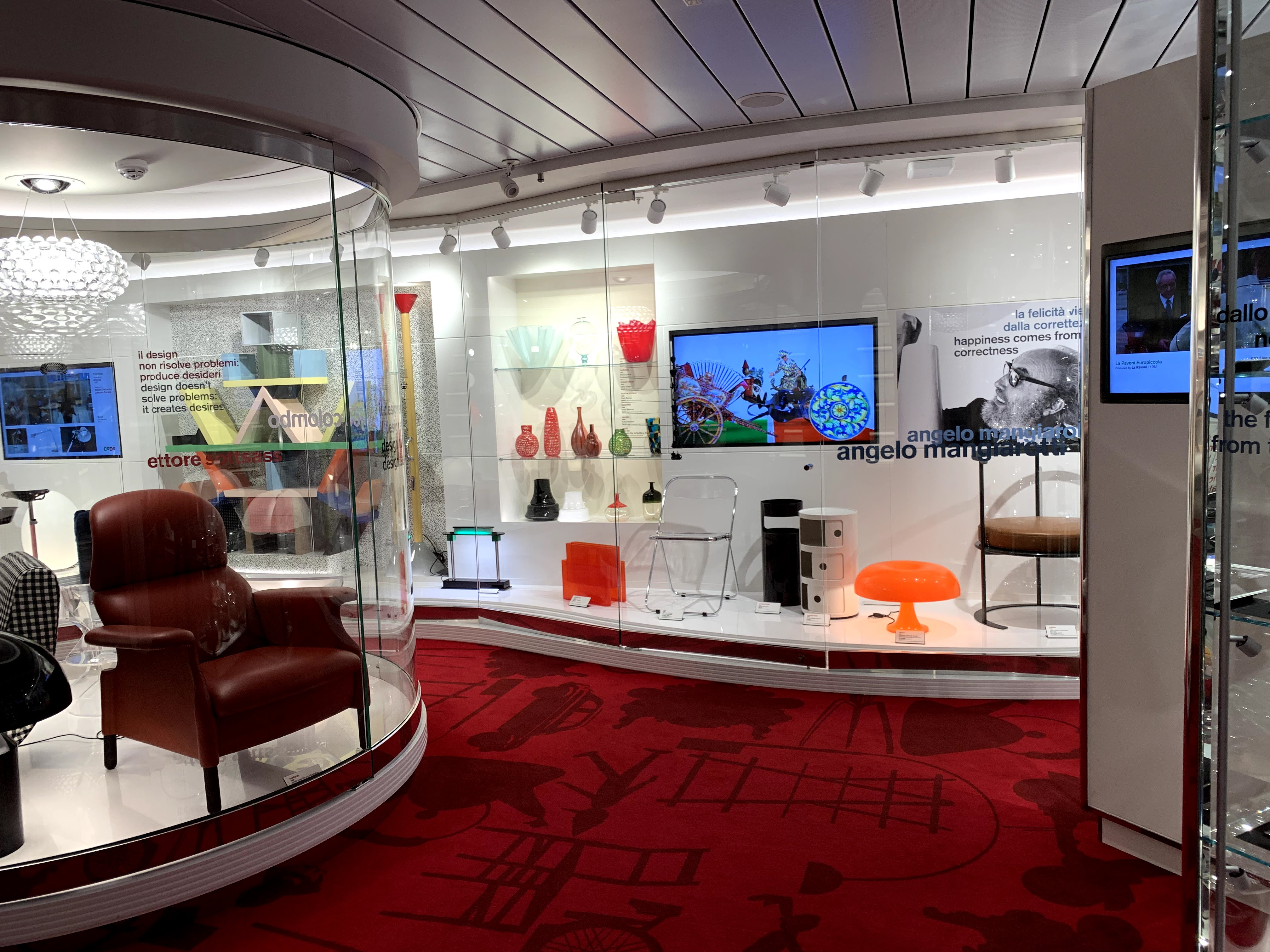
Museo CoDe